# Oğuzhan Özyakup
Oğuzhan Özyakup (Zaandam, Países Bajos, 23 de septiembre de 1992) es un exfutbolista turco que jugaba de centrocampista.

## Carrera
El 28 de agosto de 2011, Özyakup fue alineado como sustituto para el partido de la Premier League contra el Manchester United en la que el Arsenal sufrió una fuerte derrota 8-2. Él estuvo en el banquillo durante la vuelta de los octavos de final de la Liga de Campeones de la UEFA ante el Milan, que el Arsenal ganó 3-0, pero fueron derrotados por 4-3 en el global.

## Selección nacional
Fue internacional con la selección de Turquía y participó en la Eurocopa 2016.

### Participaciones en Eurocopas
| Copa          | Sede    | Resultado    | Partidos | Goles |
| ------------- | ------- | ------------ | -------- | ----- |
| Eurocopa 2016 | Francia | Primera fase | 3        | 0     |

## Clubes
| Club               | País         | Año       |
| ------------------ | ------------ | --------- |
| Arsenal F. C.      | Inglaterra   | 2011-2012 |
| Beşiktaş J. K.     | Turquía      | 2012-2022 |
| Feyenoord (cedido) | Países Bajos | 2020      |
| Fortuna Sittard    | Países Bajos | 2022-2024 |

## Palmarés

### Títulos nacionales
| Título               | Club           | País    | Año  |
| -------------------- | -------------- | ------- | ---- |
| Superliga de Turquía | Beşiktaş J. K. | Turquía | 2016 |
| Superliga de Turquía | Beşiktaş J. K. | Turquía | 2017 |
| Superliga de Turquía | Beşiktaş J. K. | Turquía | 2021 |
| Copa de Turquía      | Beşiktaş J. K. | Turquía | 2021 |
| Supercopa de Turquía | Beşiktaş J. K. | Turquía | 2021 |